# 通州师范学校
通县师范学校，简称通县男师，是位于北京市通县的一所师范学校。

## 历史
1905年顺天府东路厅同知许东藩，邀请通州学者张子明等人在通州新城西门以里，原敦化堂和法华庵两个相邻的庙宇创办了“东路厅中学”，设有师范班。1909年改为“东路厅师范学堂”，设初师班和后师班（即完全师范，也称中师）。1915年更名为京兆第三中学(实际上仍为师范）。1920年，京兆师范学校（顺天府西路厅师范学校于1917年改名）由卢沟桥迁通州与京兆三中合并仍称京兆师范学校。1928年二次北伐胜利，直隶省改名河北省，北京市改名北平特别市，河北省所属师范学校按序号命名，京兆师范学校定名为河北省立第十师范学校。1933年，改名为河北省立通县师范学校。1935年，冀东防共自治政府殷汝耕控制了京东的通县，强行接管学校，师范学校被迫迁往北平城内西单皮库胡同继续办学。伪冀东防共自治政府教育厅将男师校园改为冀东防共自治政府通县师范学校。1937年七七事变后北平沦陷，借通州北门里西边儿的西塔胡同、燃灯塔下的佑胜教寺作为临时校舍。半年后迁回原址，学校被日伪当局把持。
1949年北平和平解放后，办学规模不断扩大，在通县通州镇中山街另辟南校。1958年升格为河北省师范专科学校，1959年通县划属北京市，河北师范专科学校专迁往河北省承德并入承德师范专科学校。原校舍划归通县女师。1962年改称北京市通县师范学校。通县师范学校改名为通州师范学校。1999年北京市通州师范学校并入首都师范大学。

## 纪念
旧校址在中山街教师进修学校院内，仅存一排老校舍，后为图书馆阅览室。

## 校友
- 杨秀峰1925-1928年在京兆师范学校任史地教师。
- 张中行1925年自香河县考入京兆师范学校，编在第十二班，并被同学推举为图书管理员。
- 著名教育家、全国故事大王孙敬修[1]
- 著名作家从维熙，作家出版社社长
- 著名导演张暖忻
- 作家房树民
- 语文教师张同吾，后来成为著名诗歌评论家、中国诗歌学会秘书长。
- 欧阳中石，1954年北京大学哲学系毕业后，即任教于通县师范学校，直到“文革”中调离。